# گونزالو کوردووا
گونزالو کوردووا (انگلیسی: Gonzalo Córdova؛ زاده ۱۵ ژوئیهٔ ۱۸۶۳ – درگذشته ۱۳ آوریل ۱۹۲۸) سیاستمدار، و وکیل اهل اکوادور بود. وی از ۱ سپتامبر ۱۹۲۴ تا ۹ ژوئیه ۱۹۲۵ رئیس‌جمهور این کشور بود.
گونزالو کوردووا در ۱۳ آوریل ۱۹۲۸، در سن ۶۴ سالگی درگذشت.